# Parc Nacional Eurimbula
Eurimbula és un parc nacional que està situat a Queensland (Austràlia), ubicat a 112 km al nord-est de Bundaberg i a 411 km al nord de Brisbane.
El Parc d'Eurimbula consta de tres seccions. La secció principal se centra al voltant d'Eurimbula Creek i és accessible des de la carretera. Cap a l'interior, un passeig ascendent curt, conegut com a Ganoonga Noonga, amb vistes dels aiguamolls de costa. I la secció nord del parc inclou visites des de la Ciutat fins al Cap d'Avitarda.

## Dades
- Superfície: 125,00 km²
- Coordenades: 24° 10′ 34″ S, 151° 46′ 57″ E / 24.17611°S,151.78250°E
- Data de Creació: 1977
- Administració: Servei per a la Vida Salvatge de Queensland
- Categoria UICN: II